# Steins;Gate: The Movie - Load Region of Déjà Vu
Steins;Gate: The Movie - Load Region of Déjà Vu (劇場版 シュタインズ・ゲート 負荷領域のデジャヴ?, Gekijōban Shutainzu Gēto: fuka ryōiki no dejavu, lett. "Steins;Gate il film: il dominio sovraccaricato del déjà vu"), anche noto come Steins;Gate - Il film, è un film d'animazione del 2013 diretto da Kanji Wakabayashi.
Prodotto da White Fox, è il seguito della serie televisiva anime del 2011 Steins;Gate (comprendendo anche gli eventi dell'episodio 25 pubblicato come OAV), basata sulla visual novel della 5pb. e della Nitroplus.
Il film è stato proiettato nelle sale giapponesi il 20 aprile 2013 ed è stato distribuito in BD/DVD il 13 dicembre 2013. I diritti per la distribuzione di un'edizione italiana sono stati acquistati da Dynit e il lungometraggio animato è stato pubblicato direttamente per il mercato home video in BD\DVD il 27 settembre 2017.

## Trama
Agosto del 2011, un anno dopo gli eventi della serie animata. Dopo aver intrapreso un travagliato viaggio attraverso molteplici "linee di universo" grazie all'invenzione delle "D-Mail" (messaggi di testo che possono essere inviati al passato attraverso un apparecchio creato a partire da un telefono cellulare e un forno a microonde) e all'utilizzo di una macchina del tempo, Rintarō Okabe è finalmente approdato nella Linea di Universo "Steins;Gate", in cui è stato in grado di prevenire sia la morte di Mayuri Shiina che quella di Kurisu Makise, così come di impedire la realizzazione di un futuro distopico governato dal SERN e facendo in modo che la terza guerra mondiale non possa mai avvenire.
Il 3 agosto Kurisu torna in Giappone dall'America per tenere una conferenza e così ha modo di rivedere tutti i membri del Laboratorio di Gadget Futuristici. Nel frattempo Okabe inizia ad avvertire alcuni strani effetti collaterali legati ai suoi numerosi viaggi nel tempo, cominciando a vedere sempre più spesso immagini di linee di universo diverse da quella in cui si trova. Il giorno dopo, il 4 agosto, un visitatore misterioso si presenta nell'hotel di Kurisu e, senza mostrare il proprio volto, le dice di ricordare tre parole chiave: "telefono cellulare", "forno a microonde" e "SERN". Più tardi quel giorno Kurisu dice a Okabe che i suoi déjà vu potrebbero non essere altro che memorie di avvenimenti accaduti in altre linee di universo, e che quindi potrebbero essere simili al "Reading Steiner" di Okabe (cioè la sua capacità di ricordare gli eventi di altre linee di universo in cui è stato). Mentre stanno discutendo, Okabe scompare improvvisamente davanti agli occhi di Kurisu. Inoltre nessuno sembra ricordare che Okabe sia mai esistito e Kurisu stessa riesce a malapena a mantenerne una vaga memoria, senza neanche riuscire più a ricordarne il nome.
Inizialmente sembra che Kurisu si sia arresa a dimenticare anche quell'ultimo vago ricordo che aveva di Okabe, dato che sembra essere l'unica a mantenerlo. Però una settimana dopo la sua scomparsa, cioè l'11 agosto, Kurisu trova una forchetta che le aveva regalato Okabe al suo ritorno in Giappone, e così tornano a risvegliarsi in lei dei dubbi. Dopo essere venuta a sapere che Itaru "Daru" Hashida aveva hackerato il SERN per qualche ragione che lui stesso non ricorda più, ripensando alle parole chiave che lo sconosciuto dell'hotel le aveva lasciato, decide di costruire una "macchina per i salti temporali" (che consente cioè non di tornare fisicamente nel passato, ma di poter sovrascrivere la propria attuale mente a quella del proprio alter ego che vive nel passato), utilizzando appunto un telefono cellulare, un forno a microonde e i server del SERN.
Utilizzando questa macchina, Kurisu torna di nuovo alla notte del 3 agosto, dove vede nuovamente Okabe scomparire e ricomparire, mentre i ricordi delle altre persone cambiano di conseguenza. Poi Kurisu viene contattata dallo sconosciuta di prima, che si rivela essere Suzuha venuta dal futuro con una macchina del tempo che Kurisu stessa ha costruito. Suzuha spiega a Kurisu e Rintarō che tutti i ricordi delle varie linee di universo in cui Okabe è stato hanno finito per sovraccaricare il suo Reading Steiner, cominciando a farlo oscillare tra la linea di universo attuale (detta Steins;Gate) e un'altra linea di universo (detta "R"), l'unica altra linea di universo dove né Mayuri né Kurisu sono morte, che differisce dalla prima solo per il 0,000001% di divergenza del campo attrattore. Suzuha afferma che l'unico modo per salvarlo dalla scomparsa sia quello di utilizzare una macchina del tempo per viaggiare nel passato, ma Okabe rifiuta, dicendo che non dovrebbero esistere né le macchine del tempo né le macchine per i salti temporali, e aggiungendo che avrebbe preferito scomparire e consentire a lei e Mayuri di vivere in pace, piuttosto che permettere a Kurisu di passare la stessa sofferenza che lui ha affrontato tornando più e più volte indietro nel tempo. Così chiede a Kurisu di dimenticarsi di lui, lasciandola con un bacio.
Dopo che Okabe scompare ancora una volta il giorno successivo, Kurisu scoppia in lacrime e a malincuore decidere di accettare il desiderio di Okabe e di cercare di dimenticarlo. Più tardi, il 13 agosto, dopo aver sentito che il Laboratorio di Gadget Avveniristici potrebbe dover chiudere per mancanza di fondi, Kurisu è avvicinata di nuovo da Suzuha, che le dice che lei non è onesta con i propri sentimenti nel presente come non lo è nel futuro da cui lei proviene. Infatti in futuro Kurisu costruirà una macchina del tempo, ma non avrà mai il coraggio di usarla per non infrangere la promessa fatta a Okabe. Infatti è stata Suzuha di propria iniziativa a usare la macchina del tempo per tornare indietro, non è stata mandata da Kurisu. Alla fine Suzuha convince Kurisu ad andare con lei nella sua macchina del tempo.
Per mantenere Okabe nella linea di universo Steins;Gate è necessario impiantare un ricordo potente nella sua memoria per aiutarlo a distinguerla dalle altre linee di universo. Le due viaggiano fino al 30 giugno 2005, dove Kurisu tenta di parlare con il giovane Okabe, finendo però per provocarne la morte in un incidente d'auto. Perciò inizialmente ha troppa paura per pensare di tentare un altro viaggio nel passato, ma poi cambia idea quando tornando al presente scopre che anche Mayuri e gli altri possiedono deboli ricordi di Okabe, che vengono risvegliati appieno quando Kurisu comincia a fare l'imitazione del personaggio che Okabe finge di essere, Kyōma Hōōin. Incoraggiata dai sentimenti di tutti, Kurisu torna nel passato, questa volta riuscendo ad impiantare il concetto del personaggio di Kyōma Hōōin nella mente del giovane Okabe e dandogli il suo primo bacio. Tornata al presente, Kurisu incontra Okabe, la cui esistenza è ora stabilmente fissata nella linea di universo Steins;Gate.